# Gauner auf Urlaub
Gauner auf Urlaub (Originaltitel: Hide-Out) ist eine US-amerikanische Kriminalkomödie aus dem Jahr 1934. Das Drehbuch basiert auf einer Erzählung von Mauri Grashin.

## Handlung
Lucky Wilson und Tony Berrelli sind zwei Gauner aus New York, die von Schutzgelderpressung leben. Lieutenant McCarthy droht Wilson damit, ihn hinter Gittern zu bringen, doch Wilson ist sich sicher, dass das nie passieren wird. Er macht mit seinen Erpressungen weiter, bis er von dem Nachtclubbesitzer DeSalle angezeigt wird. Wilson will mit seiner Bekannten Baby in die Catskill Mountains fliehen. Doch bei der Flucht wird er von einer Polizeikugel verletzt.
Wilson schafft es, nach Connecticut zu entkommen. Er sucht Hilfe bei der Familie Miller, die er davon überzeugen kann, selber Opfer eines Erpressers zu sein. Wilson beauftragt Henry, das Familienoberhaupt, eine Nachricht an Berrelli zu senden. Der Arzt der Gang soll ihn hier aufsuchen und versorgen. Dr. Warner findet Wilson bettlägerig vor. Wilson will nicht nach New York zurückkehren, da er Henrys hübsche Tochter Pauline kennengelernt hat. Der Arzt verlässt das Haus ohne Wilson.
Wilson bandelt mit Pauline an, die Familie hegt keinen Verdacht gegen ihn. Wilson lernt das Farmleben kennen und lernt das Melken und Hühnerfüttern. Mit Willie, Paulines jüngerem Bruder, freundet er sich schnell an. Als die Eltern und Willie Verwandte besuchen, unternehmen Wilson und Pauline ein Picknick. Der Ausflug wird jedoch von einem Gewitter gestört. Die beiden finden Schutz in einer verlassenen Hütte. Wilson will Pauline, die ihm gesteht, ihn zu lieben, nicht verführen und drängt auf eine schnelle Heimkehr. Als sie zur Farm kommen, werden sie von Lieutenant McCarthy und dessen Assistenten Britt begrüßt. Wilson bittet McCarthy, den Millers gegenüber nichts über seine wahre Identität zu sagen. McCarthy und Britt, die selber vor dem Gewitter auf die Miller-Farm geflüchtet sind, sind von der Herzenswärme und der Güte der Gastgeber berührt. Sie geben sich als Wilsons Geschäftspartner aus und gestehen ihm eine private Verabschiedung von Pauline zu. Alleine mit Pauline gesteht er ihr seine kriminelle Vergangenheit. Er versichert ihr, sie zu lieben und als ehrlicher Mann zurückzukehren. Er verabschiedet sich von den Millers. Pauline sagt ihm, dass sie auf ihn warten wird.

## Hintergrund
Die Premiere des Films fand am 18. August 1934 statt.
1941 drehte Robert B. Sinclair ein Remake mit dem Titel I’ll Wait for You.

## Kritiken
Mordaunt Hall von der New York Times befand, Regisseur Van Dyke zeige wieder seinen scharfen Sinn für Humor. Er habe zweifellos die Gabe, Filme mit dem doppelten Vorzug der Intelligenz und Popularität zu schaffen. Das Thema und Robert Montgomery in der Hauptrolle seien seine Vorteile. Montgomery Fähigkeiten seien eine unbezahlbare Hilfe, einen herzlichen und vergnüglichen Film zu produzieren.

## Auszeichnungen
1935 wurde Mauri Grashin in der Kategorie Beste Originalgeschichte für den Oscar nominiert.